# Епархия Грац-Зеккау

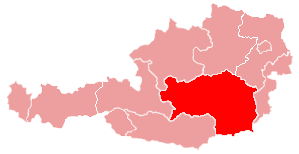
Карта расположения епархии Грац-Зеккау

Епархия Грац-Зеккау (лат. Dioecesis Graecensis-Seccoviensis) — епархия Римско-Католической церкви с центром в городе Грац, Австрия. Епархия Грац-Зеккау входит в архиепархию Зальцбурга. Кафедральным собором епархии Грац-Зеккау является собор святого Эгидия в городе Грац.

## История
22 июня 1218 года Римский папа Гонорий III учредил епархию Зеккау, выделившуюся из архиепархии Зальцбурга. 26 октября 1218 года епископ епархии Зеккау получил титул князя-епископа.
22 апреля 1963 года епархия Зеккау была переименована в епархию Грац-Зеккау.

## Список ординариев епархии
- Карл фон Фризах (1218—1230);
- Генрих I (1231—1243);
- Ульрих фон Зеккау (1244—1268);
- Вернхард фон Марсбах (1268—1283);
- Леопольд I (1283—1291);
- Генрих II (1292—1297);
- Ульрих II фон Пальдау (1297—1308);
- Фридрих I фон Миттеркирхен (1308—1317);
- Вохо (1317—1334);
- Генрих III фон Бургхаузен (1334—1337);
- Рудмар фон Хадер (1337—1355);
- Ульрих III фон Вайсенегг (1355—1372)
- Августин Мюнцмайстер фон Брайзах (1372—1380);
- Иоганн I фон Нойберг (1380—1399);
- Фридрих II фон Пернекк (1399—1414);
- Зигмар фон Холленекк (1414—1417);
- Ульрих IV фон Альбекк (1417—1431);
- Конрад фон Райсберг (1431—1443);
- Георг I Лембухер (1443—1446);
- Фридрих III Грен (1446—1452);
- Георг II Ибераккер (1452—1477);
- Кристоф I фон Траутмансдорф (1477—1480);
- Иоганн II Зерлингер (1480—1481);
- Маттиас Шайт (1482—1503/1512);
- Кристоф II фон Цах (1502—1508);
- Кристоф III Раубер (1512—1536) — апостольский администратор;
- Георг III фон Тессинг (1536—1541);
- Кристоф IV фон Ламберг (1541—1546);
- Иоганн III фон Малентайн (1546—1550);
- Петрус Перциц (1553—1572);
- Георг IV Агрикола (1572—1584);
- Зигмунд фон Арцт (1584);
- Мартин Бреннер (1585—1615);
- Якоб I Эберляйн (1615—1633);
- Иоганнес Маркус фон Альдринген (22.08.1633 — 2.02.1664);
- Максимилиан Гандольф фон Кюнбург (3.03.1665 — 30.07.1668);
- Венцель Вильгельм фон Хофкирхен (20.02.1670 — 6.11.1679)
- Иоганн Эрнст фон Тун (29.12.1679 — 30.06.1687);
- Рудольф Иосиф фон Тун (16.02.1690 — 20.05.1702);
- Франц Антон Адольф фон Вагеншперг (1702 — 18.02.1712);
- Иосиф Доминикус Франц Килиан фон Ламберг (13.03.1712 — 2.01.1723);
- Карл Иосиф фон Кюнбург (21.04.1723 — 4.10.1723);
- Леопольд Антон Элевтериус фон Фирмиан (1724 — 4.10.1727);
- Якоб Эрнст фон Лихтенштейн-Кастелькорн (17.01.1728 — 26.01.1739);
- Леопольд Эрнест фон Фирмиан (13.02.1739 — 1.09.1763);
- Иосиф Филипп Франц фон Шпаур (1.10.1763 — 20.03.1780);
- Иосиф Адам Арко (1.01.1780 — 3.06.1802);
- Иоганн Фридрих фон Вальденштайн-Вартенберг (21.07.1802 — 15.04.1812);
- Симон Мельхиор де Петри (19.04.1812 — 1.08.1823);
- Роман Себастьян Франц Ксавер Ценгерле (18.05.1824 — 27.04.1848);
- Йозеф Отмар фон Раушер (29.01.1849 — 20.03.1853);
- Оттокар Мария фон Аттемс (10.09.1853 — 12.04.1867);
- Йоханн Баптист Цвергер (14.08.1867 — 14.08.1893);
- Леопольд Шустер (20.10.1893 — 18.03.1927);
- Фердинанд Станислаус Павликовский (26.04.1927 — 7.12.1953);
- Йозеф Шойсволь (18.01.1954 — 1.01.1969);
- Йоханн Вебер (10.06.1969 — 14.03.2001);
- Эгон Капеллари (14.03.2001 — 28.01.2015);
- Вильгельм Краутвашль (16.04.2015 — по настоящее время).

## Источник
- Annuario Pontificio, Libreria Editrice Vaticana, Città del Vaticano, 2003, ISBN 88-209-7422-3
- Pius Bonifacius Gams, Series episcoporum Ecclesiae Catholicae, Leipzig 1931, стр. 310-311  (лат.)
- Konrad Eubel, Hierarchia Catholica Medii Aevi, vol. 1 Архивная копия от 9 июля 2019 на Wayback Machine, стр. 441; vol. 2 Архивная копия от 4 октября 2018 на Wayback Machine, стр. 233; vol. 3 Архивная копия от 21 марта 2019 на Wayback Machine, стр. 295; vol. 4 Архивная копия от 4 октября 2018 на Wayback Machine, стр. 308; vol. 5, стр. 348-349; vol. 6, стр. 371  (лат.)
- Бреве Quod non tua, Bullarum diplomatum et privilegiorum sanctorum Romanorum pontificum Taurinensis editio, Vol. III, pp. 361-362  (лат.)